# Pyura spinifera
Pyura spinifera (лат.) — вид сидячих асцидий, обитающий в прибрежных водах на глубине до 80 м. 
Внешне напоминает лампочку или цветок тюльпана, прикреплённый к длинной ножке. Окраска бывает различных цветов, включая белый, розовый, жёлтый, оранжевый и фиолетовый. Она зависит от связи асцидий с симбиотической губкой, которая покрывает их поверхность. Как и почти все другие виды асцидий, Pyura spinifera — фильтратор.

## Синонимы
В синонимику вида входят следующие биномены:
- Ascidia spinifera Quoy & Gaimard, 1834
- Boltenia australiensis Carter, 1885
- Boltenia spinifera (Quoy & Gaimard, 1834)
- Boltenia spinosa (Quoy & Gaimard, 1834)
- Boltenia tuberculata Herdman, 1891
- Cynthia multiradicata Herdman, 1898
- Cynthia multiradicata Herdman, 1899
- Pyura australiensis (Carter, 1885)
- Pyura multiradicata (Herdman, 1899)